# Otroeda permagnifica
Otroeda permagnifica är en fjärilsart som beskrevs av Holland 1893. Otroeda permagnifica ingår i släktet Otroeda och familjen tofsspinnare. Inga underarter finns listade i Catalogue of Life.